# Mahathir Mohamad
Mahathir bin Mohamad (en jawi : محضير بن محمد, /maˈhaðɪr bɪn moˈhamad/), né le 10 juillet 1925 à Alor Setar, est un homme d'État malaisien, Premier ministre de 1981 à 2003 et de 2018 à 2020.
Lors de son premier mandat de Premier ministre, il était membre de l'Organisation nationale des Malais unis, composante de la coalition Barisan Nasional, au pouvoir de 1957 à 2018.
Au cours de ses 22 années au pouvoir, Mahathir s'est forgé une réputation d’homme politique asiatique de premier plan. Il a œuvré au développement de la Malaisie en initiant la politique dite du « regard vers l'Est » et en encourageant les Malaisiens à prendre exemple sur le Japon, au sujet notamment des technologies industrielles de pointe.
Il revint au pouvoir après les élections législatives de 2018, cette fois-ci à la tête de l'alliance électorale Pakatan Harapan, et redevint Premier ministre. Il était alors le chef de l'exécutif le plus âgé au monde. Il démissionna le 24 février 2020, à 94 ans.
Mahathir est considéré comme l'une des figures les plus importantes de l'histoire moderne de la Malaisie. Time Magazine l'a nommé l'une des 100 personnes les plus influentes en 2019.

## Situation personnelle

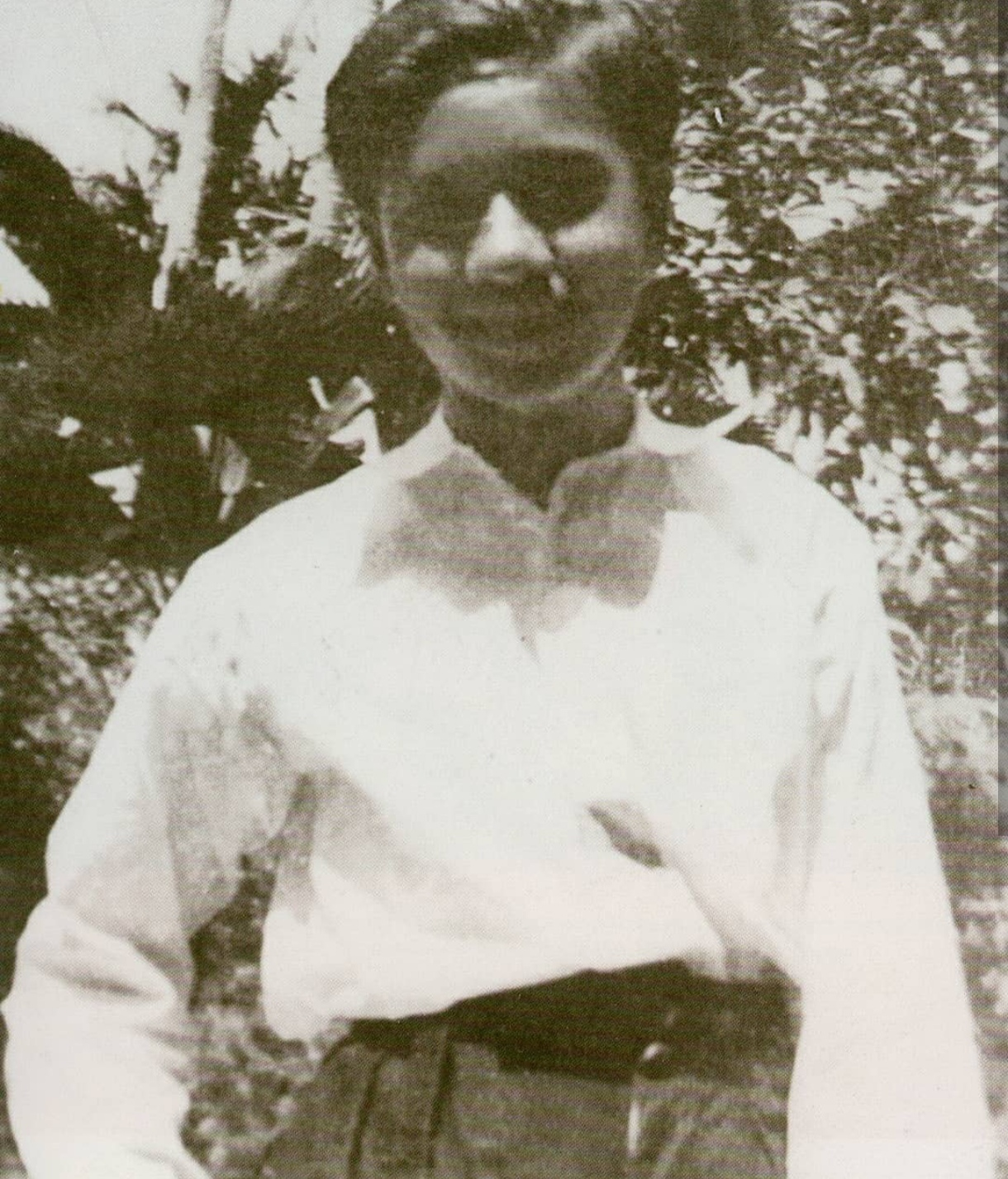
Mahathir en 1939

Son père, Mohamad Iskandar, est d'origine indienne, fils d'un musulman malayalee qui a émigré du Kerala en Inde tandis que la mère de Mahathir est malaisienne. Mahathir Mohamad a fait ses études à Alor Setar puis au King Edward VII Medicine College (en) à Singapour. Il entre dans l'administration comme médecin militaire et exerce sur l'île de Langkawi.

## Parcours politique
Mahathir Mohamad est élu pour la première fois au Parlement en 1964 (en) mais perd son siège lors des élections suivantes (en), de 1969, face à Yusof Rawa (en) du Parti islamique. Cette défaite électorale peut s'expliquer par la perte du « vote chinois » par Mahathir, ce dernier ayant expliqué qu'il n'avait pas besoin de ce dernier pour remporter le scrutin.
À la suite des sanglantes émeutes du 13 mai 1969, il publie son livre, Le Dilemme malais (en). L'ouvrage est toutefois censuré jusqu'en 1981 et Mahathir exclu de l'UMNO (le parti au pouvoir) jusqu'en 1972. Il fait son retour en politique à la faveur du remplacement de Tunku Abdul Rahman par Abdul Razak, qui le nomme sénateur en 1973 et ministre de l'Éducation en 1974.
Avant de devenir Premier ministre, il est successivement ministre de l'Éducation, vice-Premier ministre (1976), ministre du Commerce et de l'Industrie (1978), et dirige plusieurs missions à l'étranger pour attirer les investisseurs.
Peu connu dans le reste du monde, il a une forte influence politique en Asie.

## Premier mandat de Premier ministre (1981-2003)

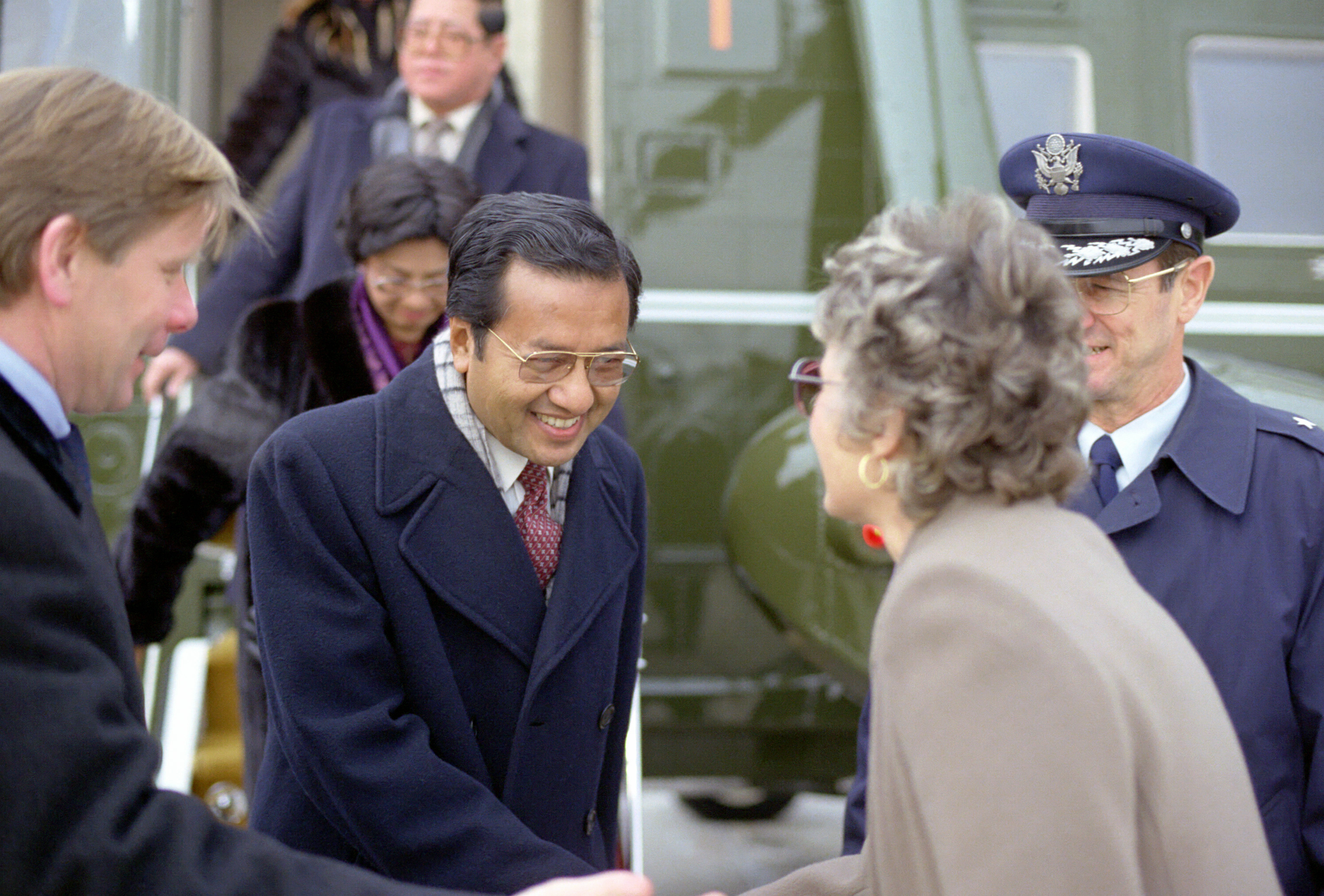
Mahathir Mohamad en 1984.

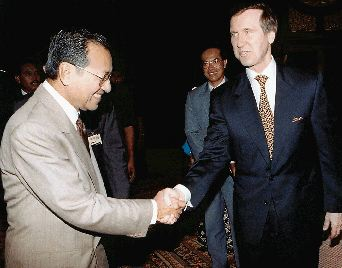
Mahathir Mohamad et le secrétaire à la Défense des États-Unis, William Cohen, en 1998.

Premier chef de gouvernement non aristocrate, il est souvent considéré comme étant à l'origine de la modernisation de la Malaisie.
Il est un partisan déclaré des « valeurs asiatiques » et des « valeurs islamiques ». À la tête du gouvernement, il se lance dans une politique d'islamisation. En 1983, il fonde la banque islamique de Malaisie (en) et l'université islamique internationale (en),. Il prône le respect de certaines règles religieuses et lance des programmes télévisés islamiques. Le 16 avril 1992, il se déclare même ouvert à l'idée que le Kelantan (État fédéré du nord-est du pays dirigé par le Parti islamique) puisse se doter d'un nouveau code pénal comprenant les peines prescrites (hudud) par la loi islamique (charia). Des voix discordantes au sein de la coalition gouvernementale le poussent cependant à faire volte-face et il refuse de donner au Parti islamique les garanties (notamment en ce qui concerne la modification de la constitution) qu'il exige pour pouvoir le faire appliquer. Le 3 mars 1993, il qualifie le projet de code pénal de « tyrannique » et, le 15 juillet 1994, son gouvernement (en) le rejette, bloquant ainsi son application.
En septembre 1998, Anwar Ibrahim, vice-Premier ministre chargé des Finances et considéré comme son dauphin, qui conteste les mesures prises pour lutter contre la crise financière asiatique, est démis de ses fonctions, exclu de l'Organisation nationale des Malais unis (UMNO) et arrêté. Ibrahim est condamné dans deux procès à six et neuf ans d'emprisonnement pour « abus de pouvoir » et « sodomie ». Ces procès sont considérés comme des procès truqués visant à éliminer un rival politique.
Mahathir mène une politique de discrimination positive visant à aider les Malais majoritaires, principalement au détriment de la minorité chinoise.

### Politique économique
Pendant son mandat, Mahathir a transformé la Malaisie en une région de fabrication de produits high-tech et en un hub financier et de télécommunications par ses politiques économiques fondées sur le nationalisme corporatif, connu sous le nom « Malaysia Plans ». Ces politiques ont été maintenues presque jusqu'à la fin de son mandat. Il a mis en place son programme économique « Wawasan 2020 » (Vision 2020) qui a permis la croissance économique du pays. C'est sous son mandat que sont construites les tours Petronas.

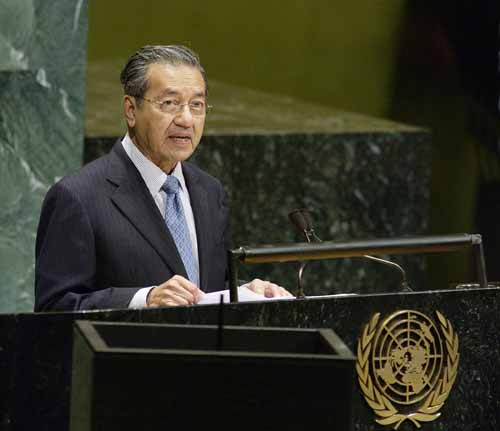
Mahathir Mohamad à l'Assemblée générale des Nations unies en 2003.

Fermant le pays, il applique une « potion nationaliste » à la malaisienne, chassant quelque 2,2 millions de personnes, dont les experts du FMI. Les taux de croissance du pays furent impressionnants : 8,1 % en 2000, 3,5 % en 2002, 5,5 % en 2003, taux alors bien supérieurs à ceux des autres « dragons » et « tigres » asiatiques qui s'étaient soumis aux demandes de la Banque mondiale. Mahathir a aussi mené une politique de fort endettement.
En 2002, la Malaisie a eu le taux de chômage le plus bas du monde. En 2001, le pays a accueilli plus de dix millions de touristes[réf. nécessaire].
Il est à l'origine de plusieurs projets économiques :
- le constructeur automobile Proton ;
- le circuit de Formule 1 ;
- les tours jumelles de Petronas, les tours jumelles les plus grandes au monde (452 m, 200 ascenseurs), et le bâtiment le plus grand du monde de 1997 à 2003, qui sont devenus les symboles de la Malaisie moderne. Les tours Petronas peuvent résister à un séisme de magnitude 7,2 sur l'échelle de Richter ;
- l'aéroport le plus moderne du monde construit en 1998 ;
- la nouvelle capitale Putrajaya ;
- la nouvelle capitale de l'informatique et du multimédia, Cyberjaya.

Il est considéré comme responsable de la corruption massive qui existe en Malaisie. Il aurait mis en place un système clientéliste ayant profité à un cercle réduit, essentiellement aux membres de l’UMNO. Il est ainsi accusé d'avoir permis l'enrichissement d'une poignée de personnes proches du pouvoir au détriment du reste du peuple vivant dans la pauvreté. Ce système aurait par la suite été utilisé par son successeur Najib Razak, essentiellement pour son profit personnel cette fois, entraînant sa chute.

### Relations internationales

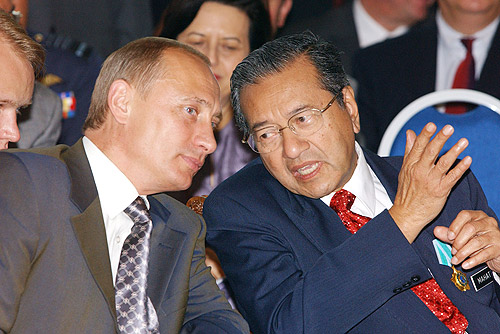
Mahathir Mohamad et le président de la fédération de Russie, Vladimir Poutine, en 2003.

Mahathir Mohamad s'oppose à l'influence britannique en Malaisie, qui reste cependant membre du Commonwealth. Il cherche à promouvoir une Communauté des pays asiatiques (East Asia Economic Group, EAEG) autour du Japon.
Il conteste également l'hégémonie américaine, car il estime que « les Américains ne s'intéressent pas aux raisons d'être des organisations terroristes, déployant des mesures de prévention et de sécurité extraordinaires qui provoquent la colère, le malheur de peuples entiers qui ne demanderaient pas mieux que de coopérer contre le terrorisme ».
Il est partisan du mouvement des non-alignés.

## Deuxième mandat de Premier ministre (2018-2020)

### Prise de fonction

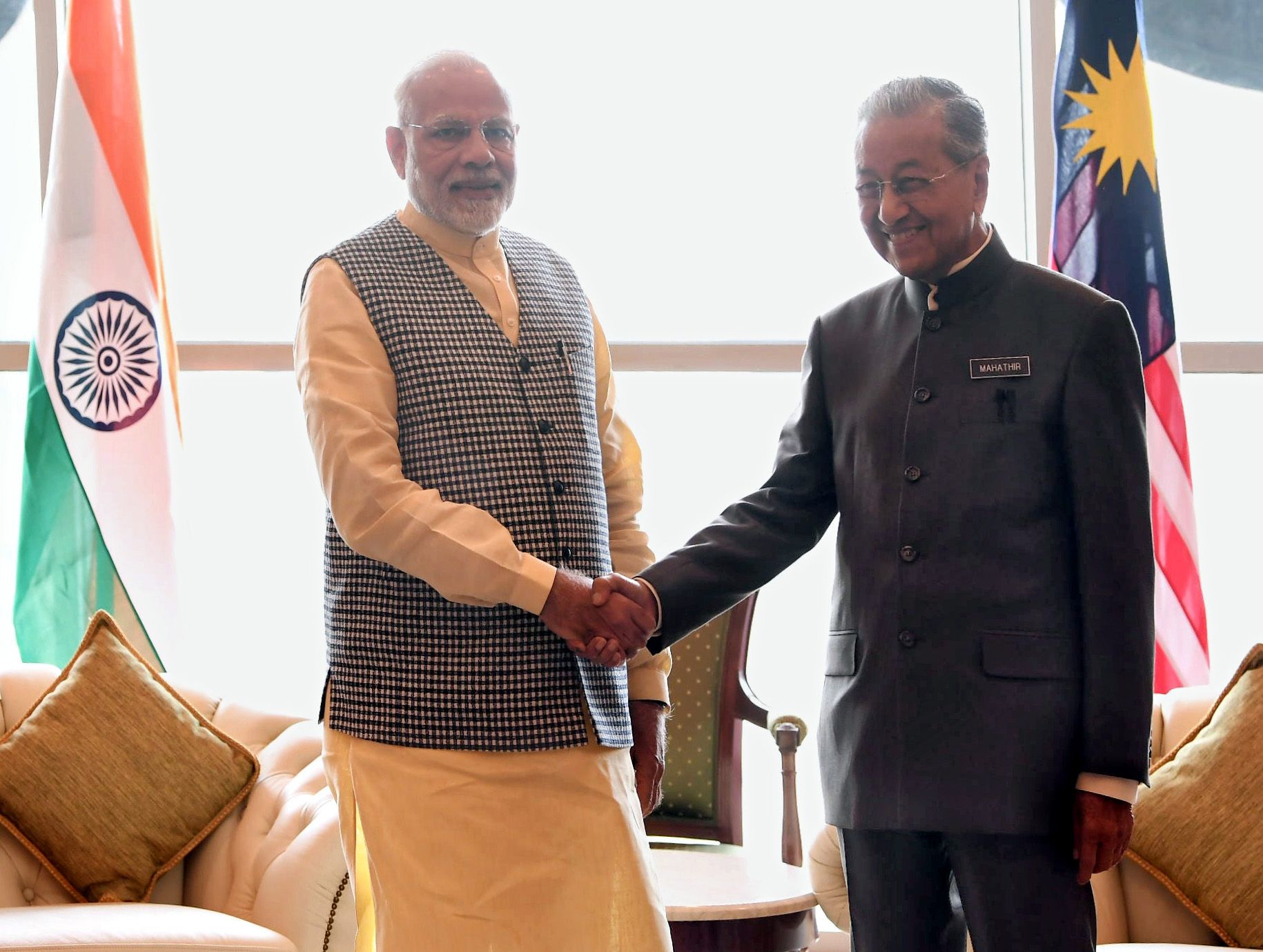
Mahathir Mohamad et le Premier ministre de l'Inde, Narendra Modi, le 31 mai 2018.

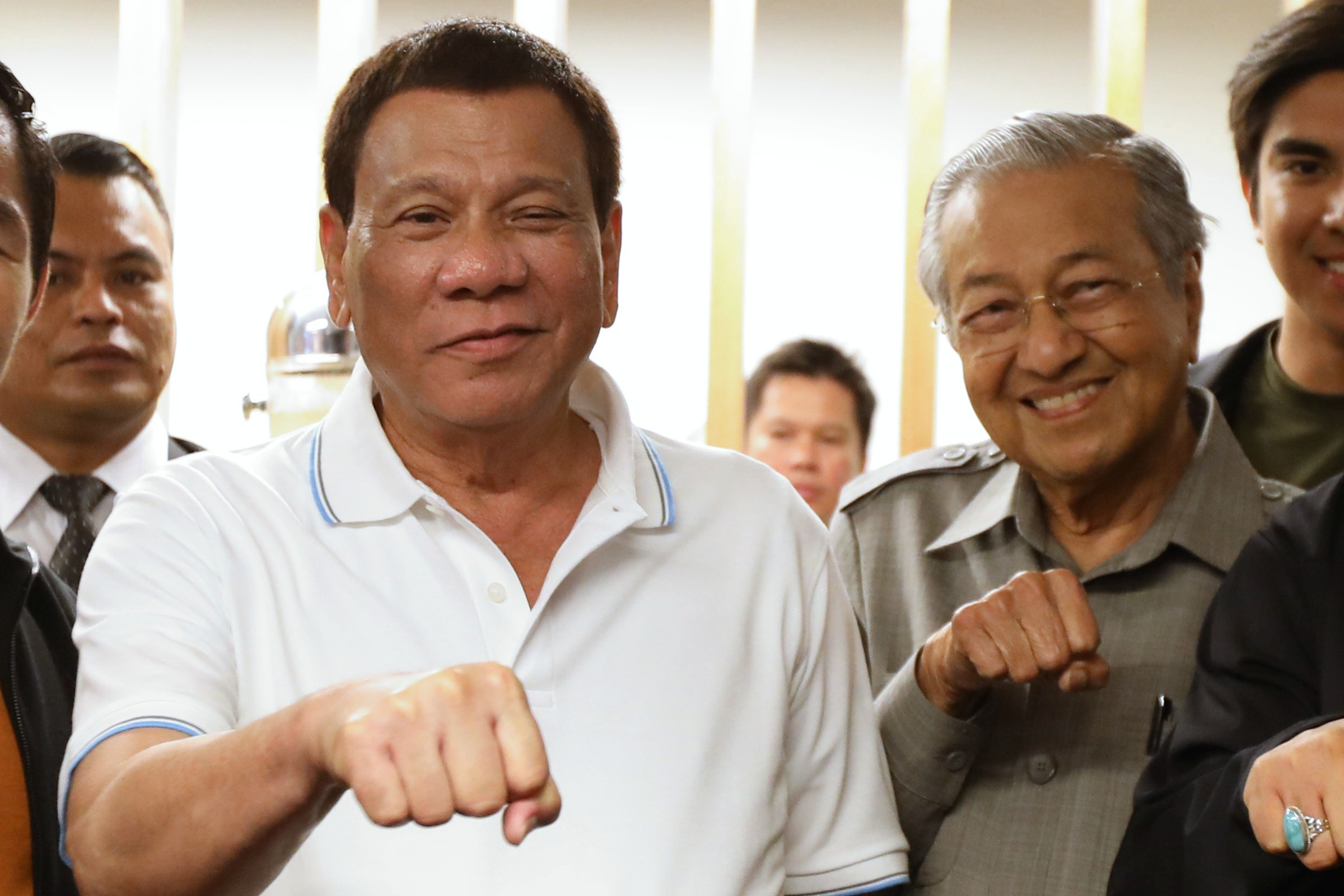
Mahathir Mohamad et le président des Philippines, Rodrigo Duterte, le 15 juillet 2018.

À la tête de Pakatan Harapan, il redevient Premier ministre le 10 mai 2018, au lendemain des élections législatives qui sont marquées par la défaite de son ancien parti, l'Organisation nationale des Malais unis (UMNO). Il devient ainsi le chef de l'exécutif le plus âgé au monde, devant le président tunisien Béji Caïd Essebsi. Sa victoire, considérée comme une surprise, s'expliquerait par la bonne image dont il jouit dans le pays et par la lassitude de la population envers la coalition sortante.
Durant la campagne, il a déclaré vouloir poursuivre, s'il était élu, le Premier ministre sortant Najib Razak, accusé de corruption, éventuellement « par Interpol s'il s'enfuyait ». Il a également promis de supprimer la taxe sur la valeur ajoutée instaurée par son prédécesseur, ainsi que d'instaurer une limite de mandats électifs. Le 12 mai 2018, Najib Razak est interdit de sortie du territoire, alors qu'il s'apprêtait à se rendre en Indonésie pour une « pause ».
Il s'engage à remettre le pouvoir à Anwar Ibrahim, considéré comme plus progressiste, lorsque celui-ci sera sorti de prison,. En attendant, Wan Azizah Wan Ismail, épouse d'Ibrahim, élue députée, est nommée vice-Première ministre et doit occuper son poste de parlementaire jusqu'à ce que son mari soit élu lors d'une législative partielle. Dès le 11 mai, Mahathir annonce que le roi Muhammad Faris Petra a donné son accord pour pardonner et libérer Anwar Ibrahim ; il réitère à cette occasion qu'il lui cédera le pouvoir, dans deux ans. Sa libération, qui doit également lui permettre d'être de nouveau éligible, intervient le 16 mai.

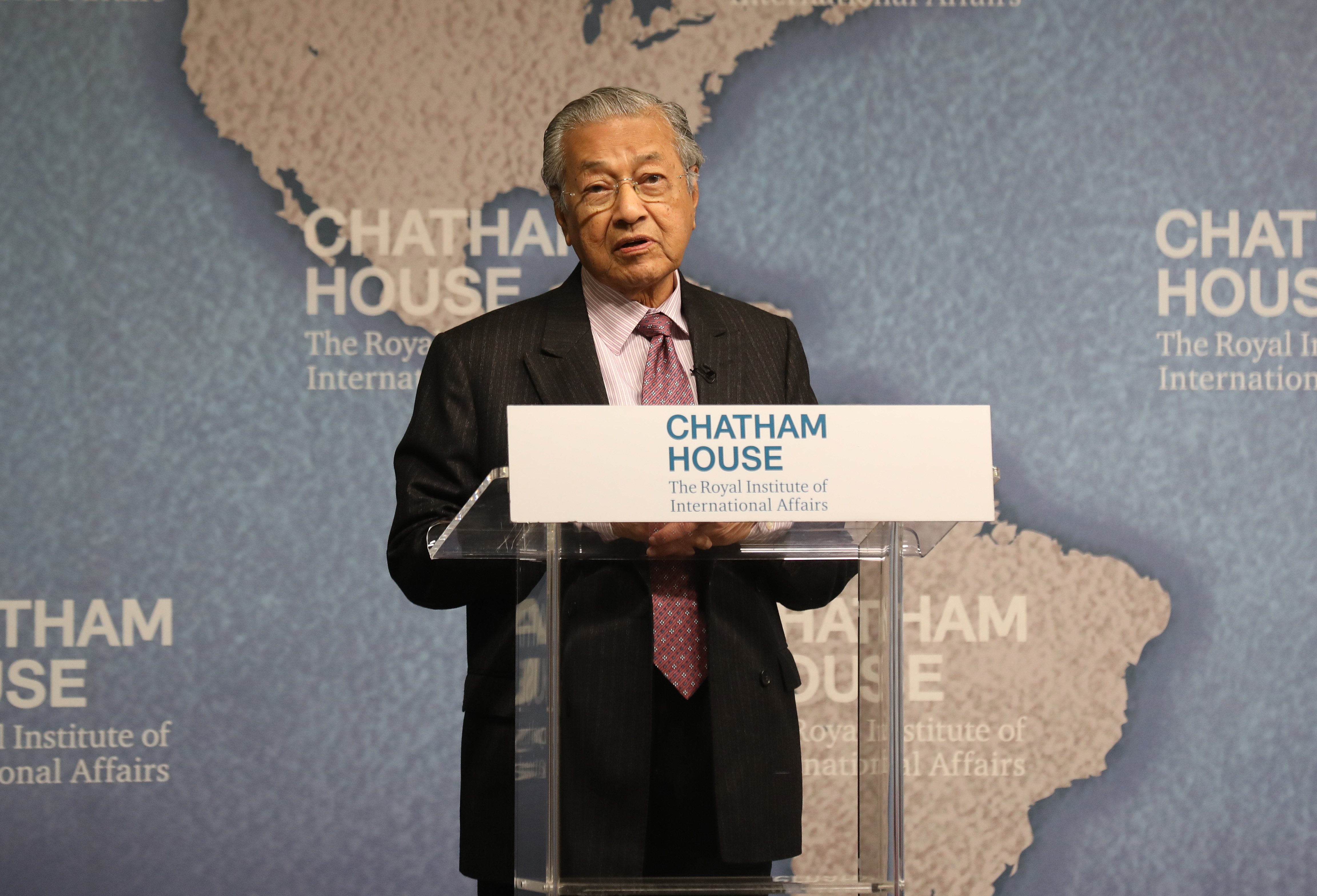
Mahathir Mohamad au Royaume-Uni, le 1 octobre 2018.

Son gouvernement est annoncé le 12 mai 2018.

### Démission et retrait de la vie politique
Il démissionne le 24 février 2020, au lendemain de l'effondrement de sa coalition et d'une tentative de son parti de renverser son gouvernement et de former un nouveau gouvernement avec l'appui de l'UMNO et d'empêcher ainsi Anwar Ibrahim de devenir Premier ministre. Le jour même, le roi Abdullah Shah accepte sa démission et le nomme Premier ministre par intérim. La vice-Première ministre Wan Azizah Wan Ismail était pressentie pour assurer l'intérim. Mahathir a alors la possibilité de reformer sa coalition, former une nouvelle coalition autour de son parti, des dissidents du parti d'Anwar Ibrahim et l'UMNO, ou alors de nouvelles élections législatives seront convoquées. Le gouvernement sortant est dissout dans la foulée.

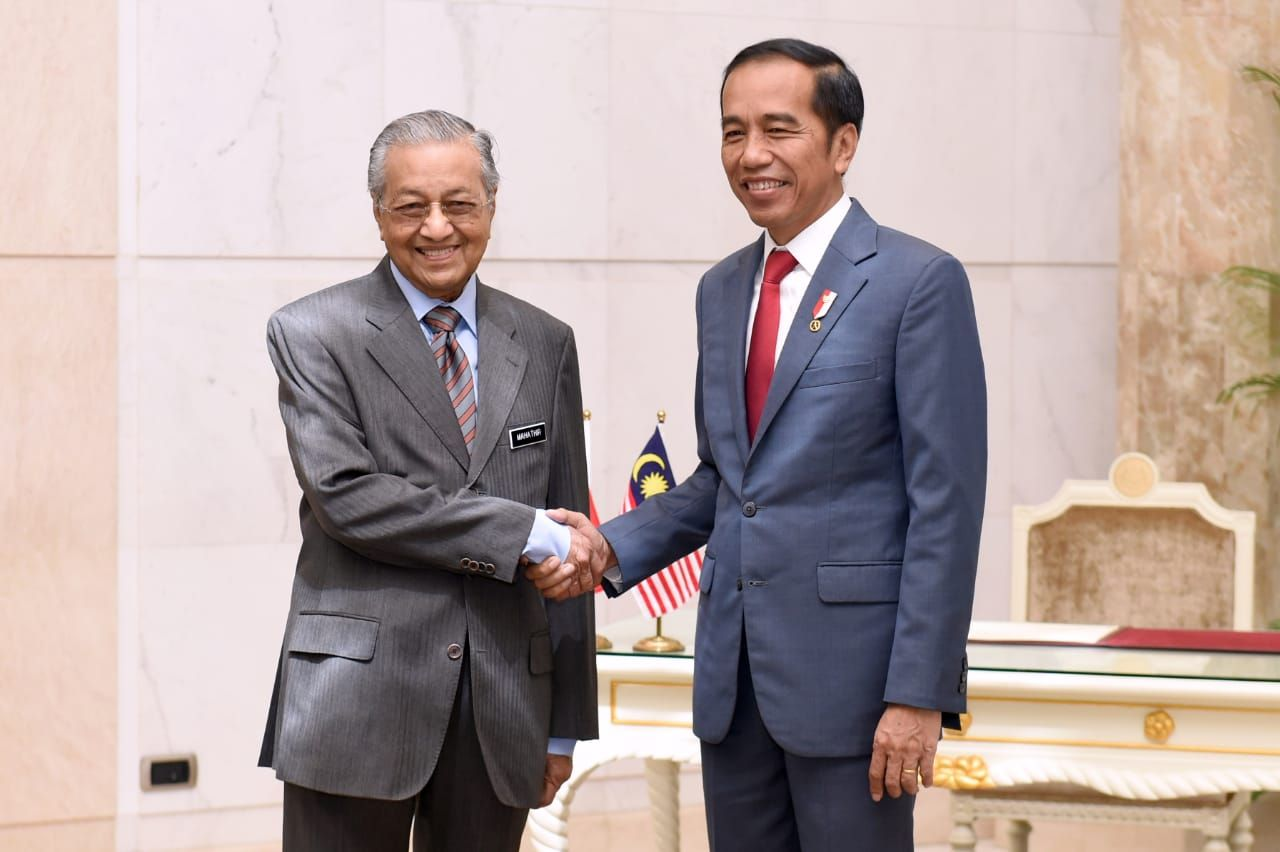
Mahathir Mohamad et le président de la république d'Indonésie, Joko Widodo, le 9 août 2019.

Le roi reçoit ensuite individuellement les députés, pour trouver celui qui possède le soutien de la majorité d'entre eux. Mahathir Mohamad propose un gouvernement d'union. De son côté, Anwar Ibrahim réclame lui aussi de former le prochain gouvernement. Le 27 février, Mahathir Mohamad annonce que le Parlement choisira le prochain Premier ministre la semaine suivante. Les deux hommes ayant échoué à former un gouvernement et Mahathir Mohamad n’étant pas parvenu à reformer leur coalition, Muhyiddin Yassin est désigné Premier ministre avec le soutien de l'UMNO et du Gagasan Sejahtera. Muhyiddin prête serment le 1er mars en dépit de la demande de Mahathir de la tenue d'une réunion du Parlement pour que son successeur prouve qu'il dispose d'une majorité.

Mahathir en mars 2022

Le 23 février 2022, Mahathir exprime son intention de revenir en politique après avoir quitté l'hôpital. Le 19 novembre 2022, il échoue à se faire réélire dans sa circonscription électorale. À l'issue du scrutin, Anwar Ibrahim devient Premier ministre. Mahathir félicite ce dernier et annonce se consacrer à l'écriture.

## État de santé
Mahathir a été hospitalisé pour une crise cardiaque en 1989.
Le 9 novembre 2006, Mahathir a été admis à l'hôpital après avoir subi une crise cardiaque,,.
Le 1er octobre 2010, Mahathir a été admis à l'hôpital de Melbourne pour le traitement d'une infection pulmonaire,. Le 18 novembre 2013, il a de nouveau été admis à l'hôpital en raison d'une infection pulmonaire,,. Le 9 août 2016, il a de nouveau été admis à l'hôpital pour une infection pulmonaire. Le 9 février 2018, Mahathir a été hospitalisé pour une infection pulmonaire.
Le 16 décembre 2021, Mahathir a été admis à l'hôpital pour un examen médical complet et une observation plus approfondie,,, Il est sorti de l'hôpital le 23 décembre,. Le 7 janvier 2022, Mahathir, qui avait quitté l'hôpital depuis plus de deux semaines, a été réadmis à l'hôpital,,. Le 22 janvier 2022, un porte-parole du bureau de Mahathir a confirmé que l'ancien Premier ministre est actuellement soigné à l'unité de soins coronariens (CCU) de l'IJN. Le 26 janvier, sa fille Marina Mahathir a déclaré que la santé de Mahathir s'était suffisamment améliorée pour qu'il soit transféré dans un service normal de l'unité de CCU de l'IJN. Le 5 février 2022, Mahathir a été libéré de l'IJN après son troisième séjour en un mois environ,,.

## Évaluation
Time Magazine a nommé Mahathir comme personnalité de l'année en Asie en 1998.
Le président français Jacques Chirac a rendu hommage à Mahathir pour être un leader dont les paroles et les actions sont guidées par ses vrais sentiments et sa sagesse.
Le président chinois Xi Jinping a qualifié Mahathir de vieil ami du peuple chinois lors de sa visite en Malaisie en 2013.
En avril 2019, Mahathir a été classé parmi les 100 personnes les plus influentes de 2019 par Time Magazine. En mai de la même année, il a été classé 47e parmi les 50 leaders exceptionnels du Fortune Global 2019.

## Prises de position

### Monarchie
Opposé à la monarchie, il supprime l'immunité des familles royales et estime que « tous, sultans, gouverneurs, Premier ministre ou ministres, fonctionnaires et citoyens ordinaires » sont soumis à la loi.

### Islam

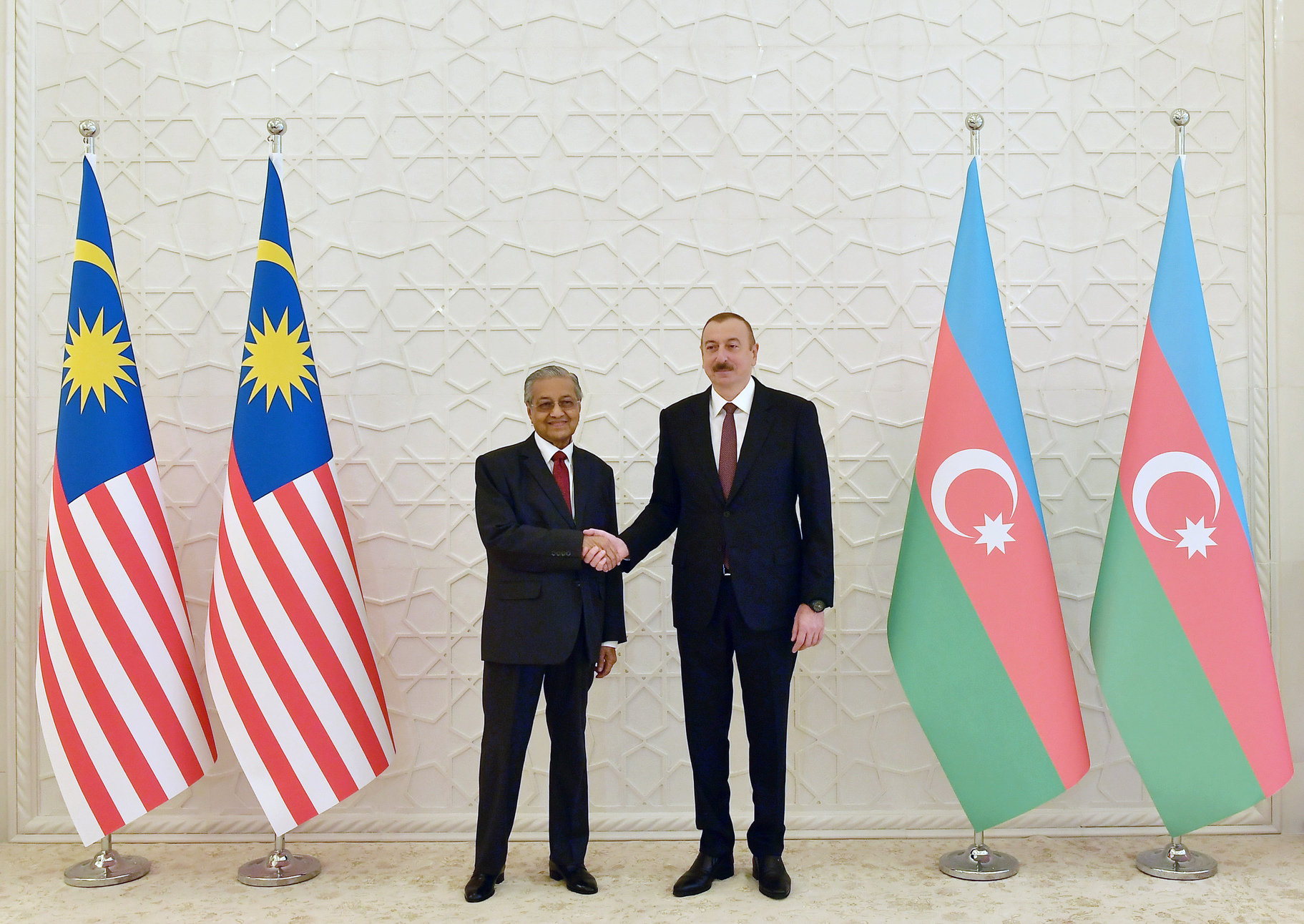
Mahathir Mohamad et le président de la république d'Azerbaïdjan Ilham Aliyev, le 26 octobre 2019.

Dans un entretien publié le 29 juin 2013 avec Vitaly Naoumkine (ambassadeur de bonne volonté auprès de l'Alliance des civilisations), il déclare : « Il n'y a aucune sécularisation possible dans l'islam, car, comme vous le savez, l'islam est un modèle qui englobe tous les aspects de la vie. D'un côté il explique tout ce qui se passe dans notre société, parce qu'il y a dans le Coran un code de la façon de se comporter dans chaque aspect de la vie, ce qui diffère de la Bible ou de la Torah. Mais d'un autre côté les choses que nous devons faire sont tout à fait en concordance avec la démocratie et cela ne contredit en aucune façon la foi islamique. Il y avait de la démocratie dès le début de l'histoire musulmane. »

### Homosexualité
À la tête d'un des pays où l'homosexualité est illégale, il se montre conservateur sur le sujet. Il est opposé au mariage entre personnes de même sexe. Lors de sa seconde arrivée au pouvoir en mai 2018, il fait cependant libérer l'ancien vice-Premier ministre Anwar Ibrahim, emprisonné pour sodomie avec un homme. En septembre 2018, il critique publiquement la peine prononcée dans l'État du Terengganu à l’encontre de deux lesbiennes ayant été condamnées à recevoir plus de cent coups de bâton en public.

## Controverses

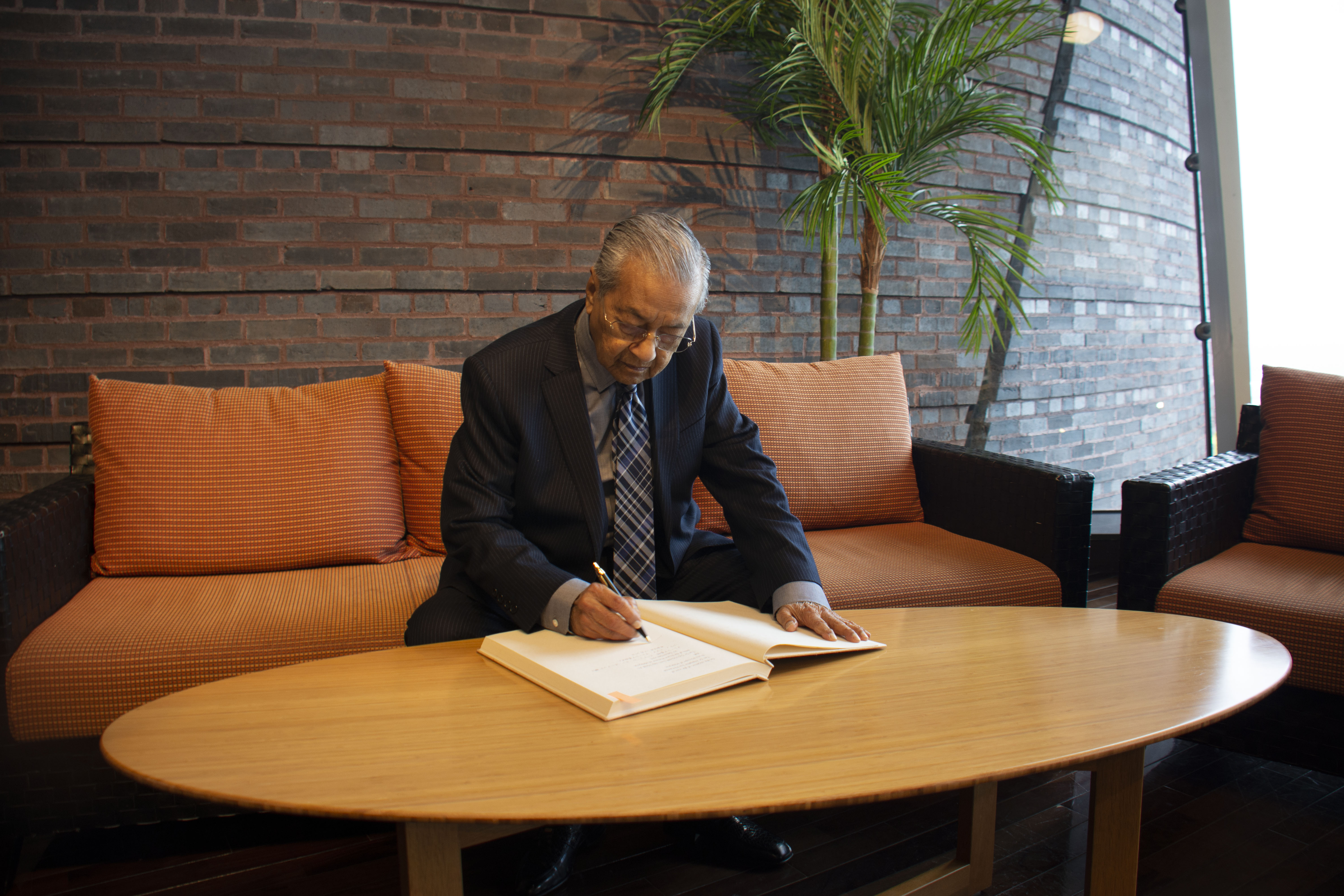
Mahathir Mohamad en 2019.

### Antisémitisme
Tout au long de sa carrière, Mahathir a tenu des déclarations antisémites. En 1997, lors de la crise économique asiatique, il dénonce un « complot juif » et accuse l'Américain George Soros d'avoir causé la dévaluation des monnaies régionales.
Lors de la fin de son mandat, 16 octobre 2003, il fait un discours à l'Organisation de la coopération islamique à Putrajaya, où il accuse les Juifs de dominer le monde « par procuration »,. Cela augmente sa réputation d'antisémitisme et il est critiqué dans la presse occidentale. Mahathir réplique en défendant son discours en disant qu'il n'était pas antisémite mais contre les Juifs qui tuent des musulmans et les Juifs qui les soutiennent.

### Attentats d'octobre 2020en France
Le 29 octobre 2020, peu après l'attaque au couteau de la basilique Notre-Dame de Nice, Mahathir publie sur son compte Twitter et sur son blog un long texte en réaction aux propos tenus par le président de la République française, Emmanuel Macron, à la suite de l'assassinat de Samuel Paty. Un passage de ce texte fait particulièrement polémique, puisque l'ancien Premier ministre malaisien estime dans ce dernier que bien qu'il « n'approuve pas les attentats », « les musulmans ont le droit d’être en colère et de tuer des millions de Français pour les massacres du passé » puisque « indépendamment de leur religion des gens en colère tuent ». Il est d'abord marqué comme « signalé » par le réseau social, qui ensuite supprime définitivement le message. Toutefois, le compte Twitter de l'ex-Premier ministre malaisien n'est pas suspendu malgré les exigences du gouvernement français,,.

## Évocation littéraire

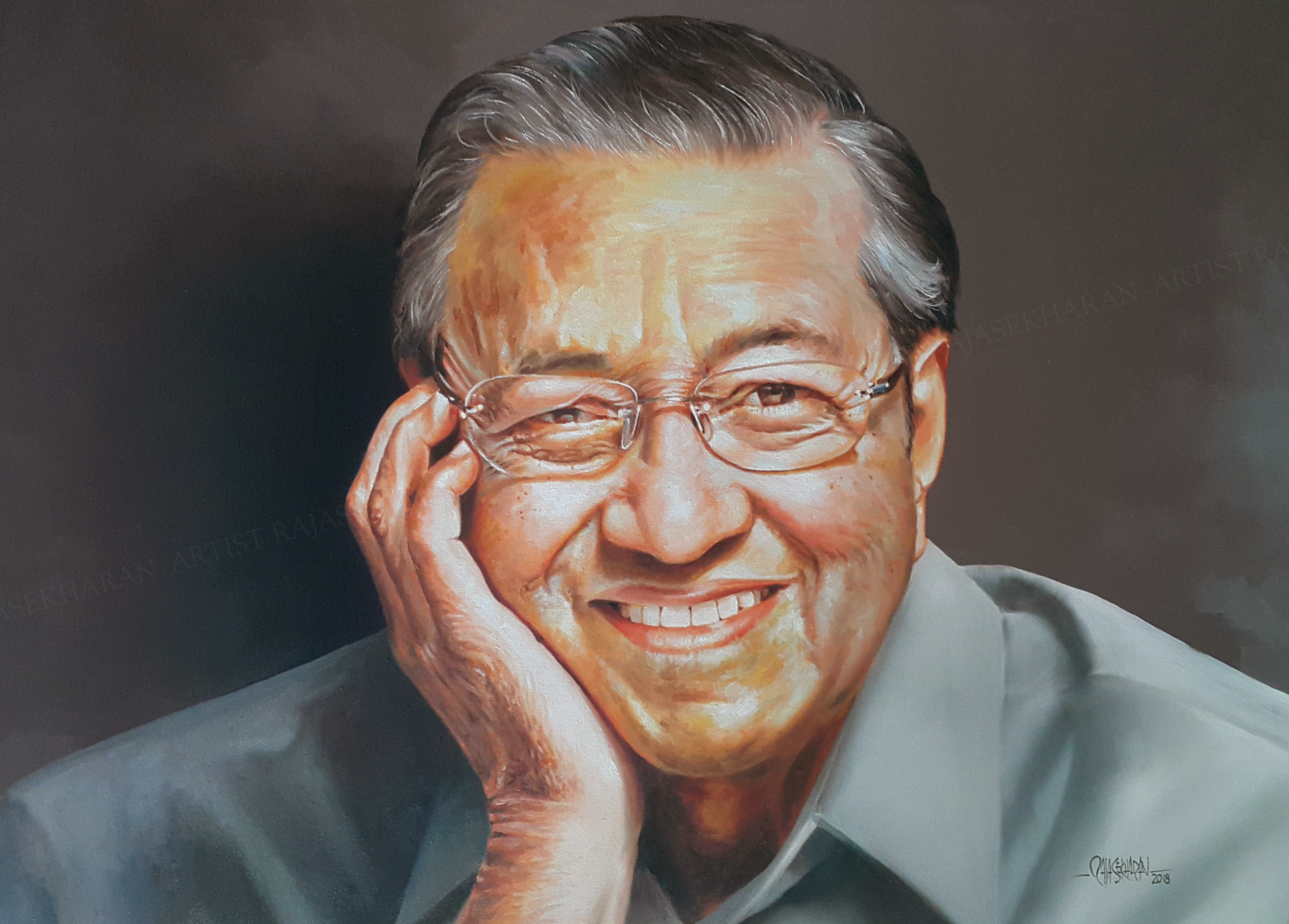
Portrait de Mahathir Mohamad.

Dans son ouvrage biographique Mon éducation : Un livre des rêves, l'écrivain William S. Burroughs rêve de Mahathir Mohamad : « …et cet enfoiré malais de Mohamed Mohatir - qui pend les gens coupables d'avoir fumé un joint ».
Le livre KL, complots et caducées (Hélène Honnorat, 2023) raconte la lutte sans merci entre Mahathir Mohamad et Anwar Ibrahim, son dauphin, pour la conduite de l'État.

## Œuvres
- The Malay Dilemma (1970)  (ISBN 9812043551).
- The Challenge (1986)  (ISBN 9679780910).
- Regionalism, Globalism, and Spheres of Influence: ASEAN and the Challenge of Change into the 21st Century (1989)  (ISBN 9813035498).
- The Pacific Rim in the 21st century (1995).
- The Challenges of Turmoil (1998)  (ISBN 9679786528).
- The Way Forward (1998)  (ISBN 0297842293).
- A New Deal for Asia (1999).
- Islam & The Muslim Ummah (2001)  (ISBN 9679787389).
- Globalisation and the New Realities (2002).
- Reflections on Asia (2002)  (ISBN 967978813X).
- The Malaysian Currency Crisis: How and why it Happened (2003)  (ISBN 9679787567).
- Achieving True Globalization (2004)  (ISBN 9679789047).
- Islam, Knowledge, and Other Affairs (2006)  (ISBN 9833698034).
- Principles of Public Administration: An Introduction (2007)  (ISBN 978-983-195-2535).
- Chedet.com Blog Merentasi Halangan (Bilingual) (2008)  (ISBN 9679695891).

## Distinctions
- Docteur honoris causa de l'université Waseda[81]
- Docteur honoris causa de l'université Keiō
- Docteur honoris causa de l'université Tsinghua
- Docteur honoris causa de l'université nationale de Singapour[82],[83],[84]
- Docteur honoris causa de l'université Rangsit[85],[86],[87]
- Docteur honoris causa de l'université Yıldırım Beyazıt d'Ankara (en)
- Docteur honoris causa de l'université nationale de Malaisie (en)
- Docteur honoris causa de l'université al-Azhar
- Docteur honoris causa de l'université du Qatar[88],[89]
- Citoyen d'honneur de la ville de Tirana (1993)
- Prix international du roi Fayçal (1997)[90]
- Prix Jawaharlal Nehru (1999)
- U Thant Peace Award (en) (1999)
- Homme de l’année au forum de Doha (2019)[91].

## Décorations

### Décorations nationales
- Grand-cordon de l'ordre de la Couronne du Royaume
- Chevalier grand-commandeur de l'ordre de la Couronne de Johor (en)
- Chevalier grand-commandeur de l'ordre royal de la famille du Johor (en)
- Chevalier grand-commandeur de l'ordre du Défenseur du Royaume
- Chevalier grand-commandeur de l'ordre de l'étoile de Calao Sarawak (en)
- Chevalier grand-commandeur de l’ordre de la Couronne
- Chevalier grand-commandeur de l'ordre de Kinabalu (en)
- Grand-cordon de l'ordre royal de la famille Terengganu (en) (Malaisie)
- Grand-cordon de l'ordre de la Loyauté (en)
- Grand-cordon de l'ordre de Malacca
- Grand-cordon de l'ordre du Sultan Ahmad Shah de Pahang.

### Décorations étrangères
- Grand-croix de l'ordre de Bonne Espérance ( Afrique du Sud)
- Grand-croix de l'ordre du Libérateur San Martín ( Argentine)
- Grand-cordon de l'ordre de la Couronne ( Brunei)
- Grand-croix de l'ordre du Mérite du Chili ( Chili)
- Première classe de l'ordre du Mérite diplomatique (en) ( Corée du Sud)
- Médaille de l'ordre de José Martí ( Cuba)
- Grand-cordon de l'ordre de la Grande Étoile ( Djibouti)
- Grand-croix de l'ordre du Mérite civil ( Espagne)[92]
- Grand-cordon de l'ordre de l'Étoile de la république d'Indonésie (en) ( Indonésie)
- Première classe de l'ordre du Soleil levant ( Japon)
- Grand-cordon de l'ordre des fleurs de Paulownia ( Japon)
- Collier de l'ordre de Mubarak le Grand (en) ( Koweït)
- Grand-cordon de l'ordre national du Mérite ( Liban)
- Grand-croix de l'ordre national du Mali ( Mali)
- Grand-croix de l'ordre de l'Aigle aztèque ( Mexique)
- Grand-croix de l'ordre de Lakandula (en) ( Philippines)
- Grand-croix de l'ordre du Mérite de la république ( Pologne)
- Collier de l'ordre de la république de Pakistan (en) ( Pakistan)
- Médaille de l'ordre de l'Amitié ( Russie)
- Commandeur grand-croix de l'ordre royal de l'Étoile polaire ( Suède)
- Chevalier grand-cordon de l'ordre de l'Éléphant blanc ( Thaïlande)
- Collier de l'ordre de la République ( Turquie)
- Médaille de la république orientale de l'Uruguay (en) ( Uruguay)
- Grand-cordon de l'ordre du Libérateur ( Venezuela)